# Bill Horvitz
William 'Bill' Wayne Horvitz (New York, 12 mei 1947 – Forestville, 15 januari 2017) was een Amerikaanse jazzgitarist. Hij speelde in de avant-gardejazzscene van New York. Hij was de broer van toetsenist Wayne Horvitz.

## Biografie
Horvitz studeerde aan Ali Akbar College of Music in San Francisco en had les van Art Lande. Hij studeerde aan New York University vergelijkende godsdienstwetenschap en studeerde hier in 1986 af. Hij woonde van 1978 tot 1988 in East Village van Manhattan en was daar als gitarist actief in het avant-gardejazzcircuit. Hij werkte in die tijd met onder anderen J.A. Deane, Dickey Dworkin, Shelley Hirsch, David Hofstra, broer Wayne Horvitz, Jason Kao Hwang, Phillip Johnston, Myra Melford, Butch Morris, Bobby Previte, Dave Sewelson, Elliott Sharp en John Zorn (Archery, 1981). Hij leidde het kwartet Living With Apparitions en was lid van de newwaveband The Public Servants. In 1988 vertrok hij met zijn gezin naar Californië, vanaf 1992 woonde hij daar in Sonoma County.
In de jaren 90 werkte hij in de Bay Area onder meer met Joseph Sabella en Steve Adams. Hij richtte de Bill Horvitz Band op (met o.a. Harris Eisenstadt) en nam hiermee twee albums op. Vanaf 2005 vormde hij met zijn tweede echtgenote Robin Eschner het folkduo Tone Bent, verder speelde hij in de groep Take Jack. Hij speelde in een trio met Scott Walton en Tom Hayashi (The Skerries) en vormde een duo met gitarist Jesse Boggs. Verder was hij actief als muziekpedagoog. In de jazz nam hij in de jaren 1979-2011 deel aan zestien opnamesessies, onder meer met Peter Kuhn en met Myles Boisen/Jon Raskin. Horvitz overleed begin 2017 aan de gevolgen van darmkanker.

## Discografie
- Bill Horvitz/Lawrence „Butch“ Morris/J.A. Deane: Trios (Dossier, 1985)
- Solo Guitar & Ensemble Pieces (Ear-Rational 1986), met Herb Robertson, Alex Lodico, Vincent Chancey, Marion Brandis, George Cartwright, Myra Melford, Jason Kao Hwang, Elliott Sharp, David Hofstra, Bobby Previte, Evan Gallagher
- Island of Sanity: New Music from New York City (No Man's Land, 1987), met Lawrence „Butch“ Morris, J.A. Deane
- Dust Devil (Music & Arts, 1995), met Steve Adams, Joseph Sabell
- The Disappearance (Evander Music, 2003)
- Out By Five: Shards from a Future Utopia (Rastscan, 2006), met Jon Raskin, George Cremaschi, Garth Powell
- The Bill Horvitz Expanded Band: The Long Walk (Big Door Prize, 2011)